# تيموثي كورتيس
تيموثي كورتيس (3 أغسطس 1882 - 11 يونيو 1966)  (بالإنجليزية: Timothy Curtis)‏ هو لاعب كريكت بريطاني وبريطاني (وحمل سابقاً جنسية المملكة المتحدة لبريطانيا العظمى وأيرلندا).